# 데이비드 모리스 리
데이비드 모리스 리(David Morris Lee, 1931년 1월 20일 ~ )는 미국의 물리학자이다. 헬륨-3의 초유동성을 발견한 공로로 1996년 노벨 물리학상을 수상했다.

## 생애
뉴욕주 라이에서 자랐다. 유태인인 그의 부모가 어렸을 때 리투아니아와 영국에서 미국으로 이민을 왔다. 그는 1952년에 하버드 대학교를 졸업하고, 미국 육군에 들어간다. 미국의 코네티컷 대학교에서 석사학위를 취득하였고, 1955년에 예일 대학교에서 박사학위를 취득하였다. 예일 대학교 졸업 후, 코넬 대학교와 플로리다 대학교에서 교수직을 맡았다. 두 명의 아들이 있다.